# Страхил войвода (филм)
„Страхил войвода“ е български игрален филм (късометражен) от 1937 година на режисьора Йосип Новак, по сценарий на Орлин Василев, по романа му „Хайдутин майка не храни“. Оператори са Фриц Кох и Йосип Новак. Музиката във филма е композирана от Веселин Стоянов.

## Сюжет
Краят на XVIII и началото на XIX век. Страхил е войвода на хайдушка чета, закрилник на народа. Съобщават му, че хора на Мехмед бей са откраднали хубавата Ивана и са я затворили в конаците му...
След съдбоносни и напрегнати перипетии – битки, отвличания и коварства Страхил се превръща в „страшен хайдутин“, както и гласи финалният надпис на филма.

## Актьорски състав
- Иван Димов – Страхил войвода
- Ружа Делчева – Ивана
- Богомил Андреев – Горан
- Димитър Пешев – Мехмед бей
- Асен Камбуров
- Иван Попов
- Ризо Ризов
- Коста Райнов
- Лео Конфорти
- Борис Кирчев
- Борис Борозанов
- Христо Коджабашев
- Димитър Славов
- Иван Запрянов
- Димитър Карамалаков
- Георги Солунски
- Константин Бесарабов
- Сийка Илиева
- Люба Попова
- Елена Константинова
- Елена Симеонова
- Надя Божкова